# Savonnerie (fabrique)

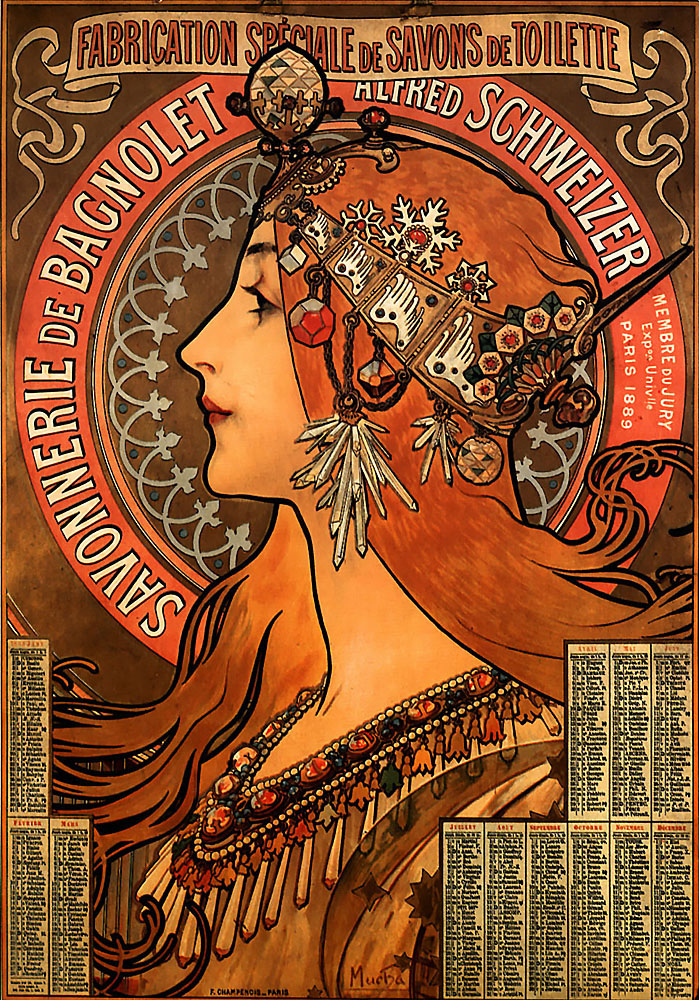
Affiche publicitaire créée par Alfons Mucha faisant la promotion de la savonnerie de Bagnolet, 1897.

La savonnerie est une usine où l'on fabrique du savon.

## Histoire
Le savon était déjà l'objet d'un commerce important pour les Marseillais (savon de Marseille), dès le IXe siècle. Ce ne fut cependant qu'au XIIe siècle que de grandes usines furent installées à Marseille : la véritable fabrication marseillaise ne semble commencer qu'à cette époque, bien que le savon fût connu des Massaliotes et des Gaulois depuis des temps plus anciens.
L'usage du linge devenant plus commun, l'industrie de la savonnerie acquit de jour en jour une plus grande importance. Mais au XVe siècle, Venise prit le premier rang commercialement, ainsi qu'au plan industriel : la savonnerie vint alors s'y concentrer, et Venise devint, avec Savone, la principale productrice de savon.
Au XVIIe siècle, Venise perd sa suprématie au profit de Savone, de Gênes et de Marseille, qui retrouve son ancienne industrie : c'est à cette époque qu'y sont bâties des savonneries existant encore de nos jours.
En France, c'est Colbert qui conçoit l'idée d'introduire et de développer en France la fabrication du savon, d'abord à Toulon, ensuite à Marseille[réf. nécessaire].

## À Marseille
Le 5 octobre 1688, un édit de Louis XIV, signé par Jean-Baptiste Colbert de Seignelay fils de Colbert, secrétaire de la Maison du Roi, réglemente la fabrication du savon. Selon l'article III de l'édit : « On ne pourra se servir dans la fabrique de savon, avec la barrille, soude ou cendre, d'aucune graisse, beurre ni autres matières ; mais seulement des huiles d'olives pures, et sans mélange de graisse, sous peine de confiscation des marchandises ». Les manufactures de savons doivent cesser leur activité l’été car la chaleur nuit à la qualité du savon. Le respect de cette réglementation assure la qualité du savon et fait la renommée des savonneries marseillaises. Cependant, cette réglementation n'empêche pas la fraude, qui fera même l'objet, en 1790, de doléances de la part des blanchisseuses et lavandières.
La fabrication marseillaise tirait alors ses soudes du territoire d'Arles. Plus tard, la consommation du savon prenant une plus grande importance à cause de l'introduction des toiles de coton d'abord, et ensuite de la fabrication de ces toiles en Europe, les soudes d'Arles ne suffirent plus et l'on fut obligé d'aller chercher cette matière première en Espagne, en Italie et dans le Levant. On se servait également à cette époque du salicor de Narbonne et du natron du lac Mœris.
En 1814, le nombre des savonneries marseillaises est de 71, composées de 330 chaudières, et l'on compte autant de fabricants que de fabriques. 
En 1820, le nombre de fabriques est de 88, elles contiennent 420 chaudières grandes ou petites.
Cependant le nombre d'ouvriers n'avait pas augmenté, soit parce que ces fabriques n'étaient pas en activité toutes en même temps, soit parce que l'état de perfection auquel cette fabrication était parvenue, surtout depuis la découverte de Leblanc, en avait simplifié les procédés et diminué les frais ainsi que la main-d'œuvre, tout en doublant les produits.
Un rapport fait à la chambre de commerce en 1829 établit la statistique de cette industrie à Marseille, comme suit : 43 fabriques en activité, exploitées par 32 fabricants, contiennent 208 chaudières de 100 à 110 quintaux métriques chacune. Elles consomment annuellement:
- 260 000 hectolitres huile d'olive, d'œillette, de noix (la consommation de ces deux dernières qualités a été de 13 000 à 56 000 hectolitres par an, suivant le prix qu'elles ont valu)
- 170 000 quintaux métriques : soudes factices douces.
- 32 000 quint. métriques : soudes salées.
- 96 000 quint. métriques : houilles.
- 55 000 quint. métriques : chaux.
- 1200 quint. métriques : plâtre (cette matière n'entre pas dans la composition du savon, les ouvriers s'en frottent les mains pour pouvoir se servir des ustensiles que les matières savonneuses rendent très glissants).

De cela sont produits 400 000 quintaux métriques de savon dont 36 173 quintaux métriques ont été exportés, ainsi répartis :
- Suisse, Italie, Allemagne : 12 316 quint. métriques.
- Portugal, Espagne, Colonies : 4 299 quint. métriques.
- Angleterre : 1 209 quint. métriques.
- États du Nord, Hollande, Suède, Russie : 5 155 quint. métriques.
- Colonies françaises : 9 660 quint. métriques.
- Possessions étrangères dans les deux Indes : 1 976 quint. métriques.
- États-Unis d'Amérique : 1 525 quint. métriques.
- Levant : 24 quint. métriques.